# Konec věčnosti
Konec věčnosti (v českém vydání z roku 2002 Konec Věčnosti, v anglickém originále The End of Eternity) je vědeckofantastický román amerického spisovatele Isaaca Asimova vydaný v roce 1955.
Román se zabývá cestováním v čase a sociálním inženýrstvím. V knize se objevují prvky thrilleru a záhad. Téma je odlišné od většiny Asimovova díla, totiž obvyklých robotických povídek a space oper, jedná se spíše o inteligentní románovou úvahu o časových paradoxech.
Podle The Encyclopedia of Science Fiction je Konec věčnosti Asimovovým nejlepším dílem.
Román Konec věčnosti vznikl z povídky, kterou Asimov začal psát 7. prosince 1953 a kterou dokončil 6. února 1954. Povídka byla v rozsahu cca 25 000 slov. Asimov se ji pokusil publikovat v časopise Galaxy Science Fiction, tím byla však odmítnuta a proto povídku přepracoval do podoby románu (přepracování zahájil na radu Waltera Bradburyho, redaktora nakladatelství Doubleday). Román vydalo nakladatelství Doubleday v srpnu 1955. V roce 1986 byla původní povídka vydána ve sbírce The Alternate Asimovs, v níž Asimov zveřejnil své první povídky.
Česky vyšel román v nakladatelství Albert v roce 1993 pod názvem Konec věčnosti v překladu Zdeňka Volného, v roce 2002 vydalo tentýž překlad nakladatelství Albatros v edici Karavana s upraveným názvem Konec Věčnosti.

## Obsah knihy
1. Provozní technik
2. Pozorovatel
3. Začátečník
4. Analytik
5. Žena z 482. století
6. Plánovač osudů
7. Příprava zločinu
8. Zločin
9. Intermezzo
10. V pasti
11. Uzavřený kruh
12. Počátek Věčnosti
13. Pod spodní hranicí Věčnosti
14. Dávný zločin
15. Návrat do Primitivních dob
16. Utajená století
17. Kruh opět uzavřený
18. Počátek Nekonečna

## Děj
Podle dějin bylo ve 24. století vynalezeno časové pole vědcem jménem Mallansohn. Časové pole spotřebovalo během několika sekund energii vyprodukovanou jedinou elektrárnou za celý den. Vědci brzy zjistili, že časovým polem lze čerpat energii ze supernovy slunce. Supernova dodávala lidem nevyčerpatelné množství energie. Ve 27. století vznikla organizace nazývající se Věčnost. Ta řídila pomocí cesty časem osudy lidstva. Vymazávala z dějin války, katastrofy, ale také vědecké a technické pokroky. To zavinilo, že se lidstvo přestalo vyvíjet.
Provozní technik Andrew Harlan se narodil v 95. století. V patnácti letech šel studovat do Věčnosti. V ní platila přísná pravidla: Člen Věčnosti, jako údržbář, učeň, začátečník, provozní technik, pozorovatel nebo analytik, nesměl pracovat v okolí dvaceti století od svého rodného století. Byl zbavován veškerých emocí a neuposlechnutý rozkaz se tvrdě trestal. Harlan se zajímal o primitivní dějiny (do 27. století), protože ty podle vědeckých úvah byly časově neměnné.
Jednoho dne v 575. století se Harlan potkal s hlavním analytikem Twisellem, předsedou časové rady, a ten ho po krátké diskusi jmenoval jeho osobním provozním technikem. Následně mu byl přidělen pod výuku začátečník Cooper. Harlan ho měl učit primitivní dějiny a matematiku. Jenomže Cooperovi bylo dvacet pět let a to je na začátečníka příliš vysoký věk. Navíc byl Cooper ve svém rodném století ženatý, což podle zákona bylo nepřístupné.
Za nějakou dobu dostal Harlan svůj první samostatný úkol na změnu skutečnosti. Měl poškodit studentovi spojku u auta. Tím pádem nestihl přednášku fyziky, jistý vynález se opozdil o deset roků, a bylo tím zabráněno válce. Odcestoval tedy do 482. století. Harlanovi se v tomto století špatně přizpůsobovalo, byl zde kladen důraz na křiklavé barvy. On však pocházel z 95. století, kde se hlavně pracovalo se dřevem.
Byl mu přidělen dům ve kterém bydlel s Noys Lambentovou. Jenomže se postupem času do sebe zamilovali a změna skutečnosti by mohla postihnout i Noys. Harlan si tedy zašel za sociologem Voyem a nechal si vypočítat Noysin osud v nové skutečnosti, jenomže v žádných variantách nové skutečnosti Noys neexistovala. Než Harlan splnil poslání odvedl Noys do Věčnosti do 111 394. století, ve kterém nikdo (podle příslušníků věčnosti) nežil. Otázkou, proč po 150 000. století nežilo na zemi lidstvo se nikdo nezabýval.
Jednoho dne Harlan studoval v knihovně matematiku a napadlo ho, že Mallansohn nemohl vynalézt časové pole, protože v té době nikdo neznal Lamfentovy rovnice. Potom zase bylo divné proč chce Cooper vědět život v Los Angeles ve 24. století. Zašel tedy za Twisellem a řekl mu, co si myslí. Po různých objasněních se dověděl, co údajně neměl, že Mallansohn sestrojil časové pole s pomocí nějakého člověka z Věčnosti. Dále se dověděl o takzvaných Mallansohnových poznámkách, ve kterých byl popsán Mallansohnův život. Stálo tak, že se Mallansohn narodil v 72. století a díky němu vznikla Věčnost podle instrukcí, které napsal. Byl to jakýsi uzavřený kruh. Harlan ale věděl příliš mnoho a mohl ohrozit existenci věčnosti, proto ho zavřeli do časové kabiny, kde mu byla vysvětlena setrvačnost časového pole. Tím se za určité rychlosti mohli dostat i do primitivních dějin. Harlan se tedy měl přenést spolu s Cooperem do primitivních dějin.
Když už od přenosu zbývalo posledních několik setin sekundy, vystřelil Harlan na ovládání přístroje, tím zavinil, že se nepřenesl, ale Coopera setrvačnost vymrštila do let 1925-1950. Ale kruh byl pořád uzavřen, věčnost existovala. Harlan si uvědomil svou strašlivou chybu a spolu s Twisellem začali Coopera hledat pomocí inzerátů jeho nejoblíbenějšího časopisu. Za tři dny se zastavili u čísla z roku 1932. V inzerátech stálo:
AKCIE NA TRHU, ODEBRAT LZE JAKÉKOLI MNOŽSTVÍ.
Vedle byl obrázek výbuchu atomové bomby. Harlana hned napadlo, že inzerát musel poslat Cooper, protože lidé v té době atomovou bombu neznali.
Společně s Noys se Harlan přenesl do roku 1932, aby našli Coopera. Jenomže Harlan najednou na Noys zamířil a řekl jí vše co o ní věděl, že Noys nemůže být ze skutečnosti ani z Věčnosti. – Věčnost stále ještě existovala, kruh byl uzavřen – Noys pocházela z 111 394. století, kde žili jiní lidé. Věčnost o nich však nevěděla. Uměli cestovat časem a Noys vyslali jako agentku, jenomže se Noys zamilovala do Harlana. Měla úkol zničit Věčnost, protože změna skutečnosti postihovala i lidi z jejího století. Harlan měl uzavřít kruh a tím Věčnost ochránit. Nevěděl pro co se rozhodnout, také miloval Noys, i když věděl, že tím Věčnost přestane existovat. Ale nakonec se rozhodl pro Noys. Následně poslali dopis jednomu italskému fyzikovi a ten s jeho pomocí sestrojil atomovou bombu. Celý svět, věda a společnost se začaly ubírat jiným směrem. A kruh se neuzavřel. Časová kabina zmizela. A to vše vlastně zavinila láska.